# یواس‌اس اسلوات (دی‌یی-۲۴۵)
یواس‌اس اسلوات (دی‌یی-۲۴۵) (به انگلیسی: USS Sloat (DE-245)) یک کشتی بود که طول آن ۳۰۶ فوت (۹۳ متر) بود. این کشتی در سال ۱۹۴۳ ساخته شد.